# Turnerschaft (Studentenverbindung)
Eine studentische oder akademische Turnerschaft ist eine besondere Kategorie von Studentenverbindungen, die im Laufe des 19. Jahrhunderts aus den älteren Akademischen Turnvereinen hervorgegangen sind und sich wie diese insbesondere der Pflege des Sports („Turnen“ als einstiger Oberbegriff für Sport allgemein) verschrieben haben.
Im Unterschied zu den Akademischen Turnvereinen sind die studentischen Turnerschaften in der Mehrzahl pflichtschlagend und allesamt farbentragend.

## Deutschland und Österreich
Dachverband der akademischen Turnerschaften war vor dem Zweiten Weltkrieg der Vertreter-Convent (VC). 1950 schlossen sich die ehemaligen VC-Verbindungen mit dem Dachverband der akademischen Landsmannschaften zum Coburger Convent (CC) zusammen. Ihm gehört auch heute noch die Mehrheit der akademischen Turnerschaften an. Einige reformwillige Turnerschaften, welche unter anderem die Pflichtmensur freistellen wollten, haben sich in den 1970er Jahren vom CC getrennt und im Marburger Konvent (MK) zusammengeschlossen. Eine dritte Gruppe gehört keinem der beiden Verbände an.

## Schweiz
Die Akademischen Turnerschaften der Schweiz sind in der Schweizerischen Akademischen Turnerschaft (SAT) vereint. Die SAT wurde am 23. Mai 1885 in Aarau auf Anregung des ATV Basel als Kartellverband schweizerischer akademischer Turnvereine zwischen dem ATV Basel, dem STV Bern (heute Rhenania Bern), dem UTV Zürich (heute Utonia Zürich) und dem SPTV Zürich gegründet. In ihren Anfangsjahren war die SAT lediglich eine lockere Föderation. Sie wurde erst mit der Einführung der ersten Zentralstatuten im Jahr 1899 zu einem übergeordneten Zentralorgan.
Nach dem Erlöschen der beiden welschen Turnerschaften (Akademische Turnerschaft Rhodania Genf und Akademische Turnerschaft Jurassia Lausanne) besteht die SAT nur noch aus der Akademischen Turnerschaft Alemannia Basel, der Akademischen Turnerschaft Rhenania Bern und der Akademischen Turnerschaft Utonia Zürich. Dies sind alle heutigen akademischen Turnerschaften der Schweiz.
Die SAT-Convente werden einmal jährlich im Frühjahrssemester in Bern abgehalten. Die SAT hat unter anderem die Aufgabe, die Interessen der Akademischen Turnerschaften im SWR und außerhalb der Schweiz gemeinsam zu vertreten. Auch sorgt sie für einen lebhaften Austausch und Kontakt zwischen den Mitgliedern. In jedem Kanton, in dem eine gewisse Anzahl von Altherren lebt, gibt es über die SAT lokale Altherrenschaften, die mindestens einmal im Monat eine gemeinsame Veranstaltung organisieren.